# William Thompson Martin
William Thompson Martin (25 mars 1823 - 16 mars 1910) est un avocat américain et politicien qui devient général de cavalerie de l'armée des États confédérés pendant la guerre de Sécession. 

## Biographie

### Avant la guerre
William T. Martin naît le 25 mars 1823 à Glasgow, Kentucky. Son père est John (Henderson) Martin (1789-1841) et sa mère, Emily (Monroe Kerr) Martin (1800-inconnu). Il est diplômé de l'université du Centre (en) en 1844. Il étudie le droit avec son père à avant de partir pour Natchez(p194). Il est admis au barreau du Mississippi. À Natchez, il devient professeur dans une « école classique » et devient procureur de district(p194). Il sert pendant plusieurs mandants en tant que procureur de district avant la guerre.
Bien que propriétaire d'esclave, il devient l'avocat de l'homme d'affaires Afro-Américain William Johnson(p194). Le 5 janvier 1854, il épouse Margaret Dunlap Conner, fille d'un planteur prospère(p194). Ils auront quatre fils et cinq fille qui atteindront l'âge adulte(p194).
Politiquement, William T. Martin est un whig unioniste qui s'oppose initialement à la sécession(p194). il déclare à propos de l'esclavage : « je n'ai jamais eu de penchant pour l'esclavage bien que j'ai été propriétaire d'esclave depuis ma jeunesse jusqu'à maintenant ». En 1860, il possède 10 esclaves(p195).

### Guerre de Sécession
Alors qu'il s'oppose à la sécession, il lève les troupes de cavalerie du comté d'Adams lorsque la guerre éclate, chevauchant avec elles vers Richmond, la nouvelle capitale confédérée. Il atteint rapidement le grade de colonel de la légion Jeff Davis (en), et sert avec le commandement de J.E.B. Stuart pendant l'automne 1862. Promu brigadier général, il est affecté sur le théâtre occidental, où il commande des divisions lors de la campagne de Tullahoma et la bataille de Chickamauga et sert en tant que commandant de cavalerie sous les ordres de James Longstreet à Knoxville. Après le retour de Longstreet dans l'est, il est promu major général, commande une division sous les ordres de Joseph Wheeler à Atlanta et prend le commandement du district militaire du Mississippi du nord-ouest à la fin de la guerre.

### Après la guerre
Après la guerre, il retourne à l'exercice du droit au Mississppi, devenant un administrateur de l'université du Mississippi et du lycée Jefferson (en) à Washington, Mississippi. Il est élu au sénat de l'État, et est délégué aux conventions nationales démocrate en 1868, 1872, 1876 et 1880. Il est président de la société de chemin de fer Natchez, Joackson and Columbus, dont in supervise la construction en 1884. 

### Vie personnelle
Il se marie avec Margaret (Dunlop Conner) Martin (1836-1920), la fille de William C. Conner (1798-1843) et de Jane Elizabeth Boyd Gustine Conner (1803-1896). Ils résident à Montaigne (en), une maison de Natchez, Mississippi, maintenant répertorié sur le Registre national des lieux historiques. Ils ont onze enfants : 
- Margaret (Spencer Martin) Shields (1855-1932)[1].
- Emily (Monroe Martin) Lanneau (1856-1900)[1].
- Jane (Gustine Martin) Balfour (1857-1936)[1].
- Mary (Conner Martin) Chase (1859-1944)[1].
- William (Conner) Martin (1861-1938)[1].
- Ellie (Lee Martin) Luckett (1866-1938)[1].
- Lewis (Randolph) Martin (1867-1929)[1].
- Spencer (Wood) Martin (1869-1870)[1].
- Farar (Conner) Martin (1871-1913)[1].
- Caroline (Ker) Martin (1873-1939)[1].
- John (Henderson) Martin (1874-1957)[1].

### Mort
Il meurt le 16 mars 1910 à Natchez, Mississippi. Il est enterré dans le cimetière de la ville de Natchez.